# 朝倉しほ
朝倉 しほ（あさくら しほ、1978年12月18日 - ）は、日本のAV女優。

## プロフィール
- 兵庫県出身
- スリーサイズ： T165cm B88cm(E) W60cm H85cm
- 血液型： O型
- 趣味・特技 ： ショッピング 　テニス　ホットケーキを焼くこと

## 略歴
「上野舞子」の芸名でテレビドラマ「お水の花道」にて出演。
その後ヌードの仕事に移行し、「朝倉しほ」に芸名を変更しAV女優になる。

## 作品

### アダルトビデオ
- おまんこの花道
- 美しい獲物
- 女優
- エロチックサスペンス 美しい獲物

（いずれもMOODYZ）

### 写真集
- White Room（2001年10月、エムウェーブ、撮影：竹内彩）ISBN 978-4901219259

上野舞子名義
- MAIKO（2002年5月、バウハウス、撮影：佐藤健）ISBN 978-4894616936

### オリジナルビデオ
- 若妻癒し系・珠玉の手ほどき（上野舞子名義）
- 新人アナ・秘密のスタジオ
- 高校教師・引き裂かれた聖身